# Kostel Nanebevzetí Panny Marie (Rouchovany)
Kostel Nanebevzetí Panny Marie je farní kostel v římskokatolické farnosti Rouchovany, nachází se na severním okraji náměstí v centru obce Rouchovany. Kostel se nachází v těsné blízkosti románskorenesanční městské věže. Kostel je jednolodní raně barokní stavbou s gotickým jádrem, byl však vystavěn na románském zdivu. Kostel je společně s blízkou věží chráněn jako kulturní památka České republiky.

## Historie
Kostel byl vybudován v 13. století (první písemná zmínka o kostele pochází z roku 1243), mohl však pocházet již z 10. či 11. století. V roce 1218 je poprvé zmiňována rouchovanská farnost. V roce 1619 pak byla po třicetileté válce farnost opuštěna, následně pak katolíci působili v obci opět od roku 1671. Kostel pak v roce 1629 vyhořel, do téhož roku se okolo kostela rozprostíral hřbitov, ale po požáru byl přeložen za obec. Posléze byl kostel upraven a přestavován, dnešní podoba kostela pak pochází z přístavby v roce 1853. Kostel byl v roce 2010 rekonstruován, byla opravena střešní krytina, přispěl i kraj Vysočina.
Zachovala se modlitba starých hospodářů za hojnou úrodu.
Věž byla postavena v roce 1585, nechal ji postavit Jindřich z Lipé, tehdejší majitel obce. Věž byla vysoká pouze 15 metrů, do současné výšky, tj. do 28 metrů byla navýšena až v roce 1610 a jsou v ní umístěny celkem tři zvony. V roce 1747 pak byly na věž instalovány hodiny a v roce 1805 vyhořela a obnovena pak byla až v roce 1811. V roce 1917 byly zvony z důvodu první světové války rekvírovány a dva nové byly zakoupeny až v roce 1925, třetí pak byl zakoupen až v dubnu následujícího roku a pak byly zvony teprve vysvěceny. Zvony pak byly znovu rekvírovány 19. března 1942, kdy probíhala druhá světová válka, na věži zůstal pouze tzv. umíráček. Tehdejší farář, otec Exler, však zvuk zvonů nahrál na gramofonovou desku a tuto pouštěl místo zvonění. Zvony pak byly za přispění farníků obnoveny až v roce 1955, vysvěceny pak byly v 14. srpna téhož roku. Věž stojící poblíž kostela byla rekonstruována v letech 1962, 1992 a 1999.
V kostele jsou velké píšťalové varhany zvukově velice povedené, mají dva manuály (I. manuál 56t, II. manuál 56t v žaluzii) a jeden pedál (30t). Varhany v Rouchovanech vyrobila firma Rieger z Krnova (opusové číslo 3007) ve 40. letech minulého století. Většina píšťal je cínových, některé jsou i dřevěné, nad pedálem je válec crescenda a šlapka žaluzií. Vzduch zajišťuje elektrický ventilátor.

Autorem betlému, který je každý rok o vánočních svátcích k vidění v  kostele, je třebíčský betlémář František Falkenauer (1887–1951). Betlém vytvořil v letech 1930–1945.

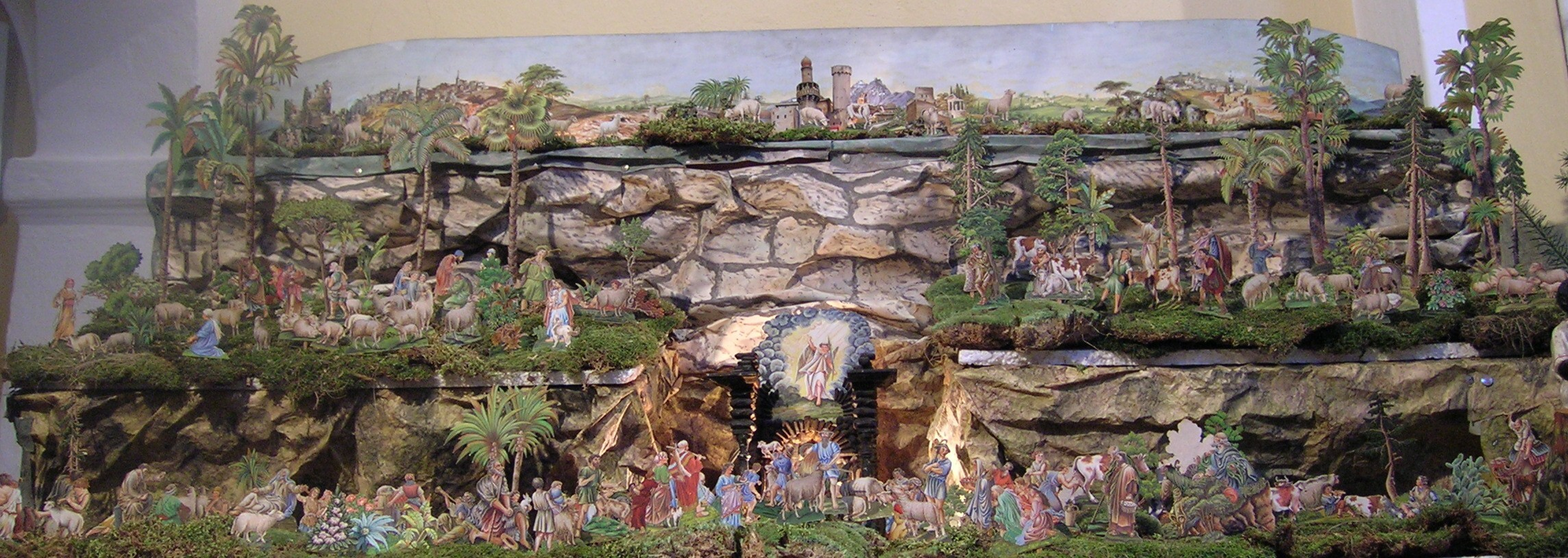
autorem betlému je František Falkenauer (1887–1951)

V roce 2011 byla do kostela opět umístěna tzv. Rouchovanská madona, resp. její kopie – originál v životní velikost z lipového dřeva je uložen ve sbírce starého umění v Národní galerie v Praze. Originál byl v kostele umístěn od roku 1325, při velkém požáru v roce 1629 však socha byla silně poškozena a uložena do depozitáře fary, později ji získala paní Veselá a prodala ji pražskému sběrateli. Do Národní galerie byla socha Panny Marie přenesena v roce 1935.

### Zajímavosti kostela v Rouchovanech
V předsíni kostela se nachází kopie pražského jezulátka a relikvie sv. Fortunáta (označena papežskou pečetí), která byla roku 1844 přivezena z římských katakomb.